# エヴリシング・フロウズ
『エヴリシング・フロウズ』は、日本の小説家津村記久子による小説である。
『別册文藝春秋』2012年5月号から2013年1月号までに連載された。単行本は、2014年8月30日に文藝春秋より刊行された。単行本の装丁は、野中深雪による。単行本の装画・挿画は、内巻敦子による。文庫版は、2017年5月10日に文春文庫より刊行された。
本作のタイトルは、ティーンエイジ・ファンクラブの同名の曲から採られている。著者の津村は、「『ウエストウイング』を執筆したときに、編集担当者が、ヒロシが今後どのようになるのか知りたい、と言ったことが、本作を書くきっかけになった」との旨を述べている。
2017年にNHK-FM「青春アドベンチャー」でラジオドラマ化された。

## あらすじ
中学3年生のヒロシは、大阪市に住んでいる。彼の父親と母親は、ヒロシが小学3年生のときに離婚し、以降、彼は母親と2人で暮らしている。ヒロシは、体格が小柄で勉強も不得手であるが、絵を描くことについては得意である、と思っていたが、前髪が長く、顔をほとんど上げない増田が描いた絵を見て、自信をなくしてしまう。ヒロシは、3年生のクラス替えが発表された掲示板の前で、身長が高く、1人でいることが多いヤザワに話しかけられ、席がすぐ近くであったこともあり、彼と親しい仲になる。やがてヒロシは、増田の他に、ソフトボール部に所属している野末と大土居の2人組とも仲を深めていく。

## 主な登場人物
ヒロシ
中学3年生。
増田誓子
ヒロシの同級生。
矢澤徹也
ヒロシの同級生。ヤザワ。
野末義美
ソフトボール部の主将。
大土居紗和
ソフトボール部の副主将。

## 書評
批評家の佐々木敦は、「これはすぐれた『中三小説』であると同時に、それだけではない。痛みを押し流すような、爽やかな風が吹いている」と評価している。歌人の東直子は、「特筆すべきは、彼らが陥る様々な危機的状況から、大人に頼ることなく（時には彼らの苦しみは大人からもたらされる）、彼ら自身の力で切り抜けていく痛快さである」と評価している。

## ラジオドラマ
2017年6月26日から7月7日まで、NHK-FM放送「青春アドベンチャー」にて、全10回で放送された。

### 出演
- 前田旺志郎
- 川原亜矢子
- 松島海斗
- 守殿愛生
- 大出菜々子
- 古妻朋瑛
- 中瀬優乃
- 田中冴樹
- 東條織江
- 山崎竜太郎
- 松下りおん
- 林田一高
- 野々村のん
- 中村未輝

### スタッフ
- 原作 - 津村記久子
- 脚色 - 蔭岡翔
- 音楽 - 内山修作
- 演出 - 小島史敬
- 技術 - 加村武
- 音響効果 - 石川恭男